# Forsteramea megacephala
Forsteramea megacephala är en urinsektsart som först beskrevs av John Tenison Salmon 1954.  Forsteramea megacephala ingår i släktet Forsteramea och familjen Neanuridae. Inga underarter finns listade i Catalogue of Life.